# Eliška Krásnohorská
Eliška Krásnohorská, pseudonimo di Alžběta Pechová (Praga, 18 novembre 1847 – Praga, 26 novembre 1926), è stata una scrittrice, traduttrice, librettista e femminista ceca.

## Biografia
Nata all'epoca in cui Praga apparteneva all'impero austro-ungarico, rimase orfana di padre all'età di due anni. Affetta da una grave malattia che la costrinse ad abbandonare gli studi a sedici anni di età, fu avviata alla letteratura e al femminismo dalla scrittrice Karolina Světlá. Scrisse componimenti poetici e fu critica letteraria; però, il suo nome di solito è associato alla letteratura per bambini e alla sua opera di traduttrice. Tradusse fra l'altro, opere di Puškin e di Byron.
Eliška Krásnohorská ha scritto anche numerosi libretti. Scrisse per Smetana: Il bacio (1876), Il segreto (1878), Libuše (1881), Il muro del diavolo (1882), Viola (1882); il libretto del Blanik per Fibich e la versione ritmica in lingua ceca della Carmen di Bizet.